# Harmodesmus orator
Harmodesmus orator är en mångfotingart som beskrevs av Hoffman 2005. Harmodesmus orator ingår i släktet Harmodesmus och familjen Gomphodesmidae. Inga underarter finns listade i Catalogue of Life.